# Miskovice

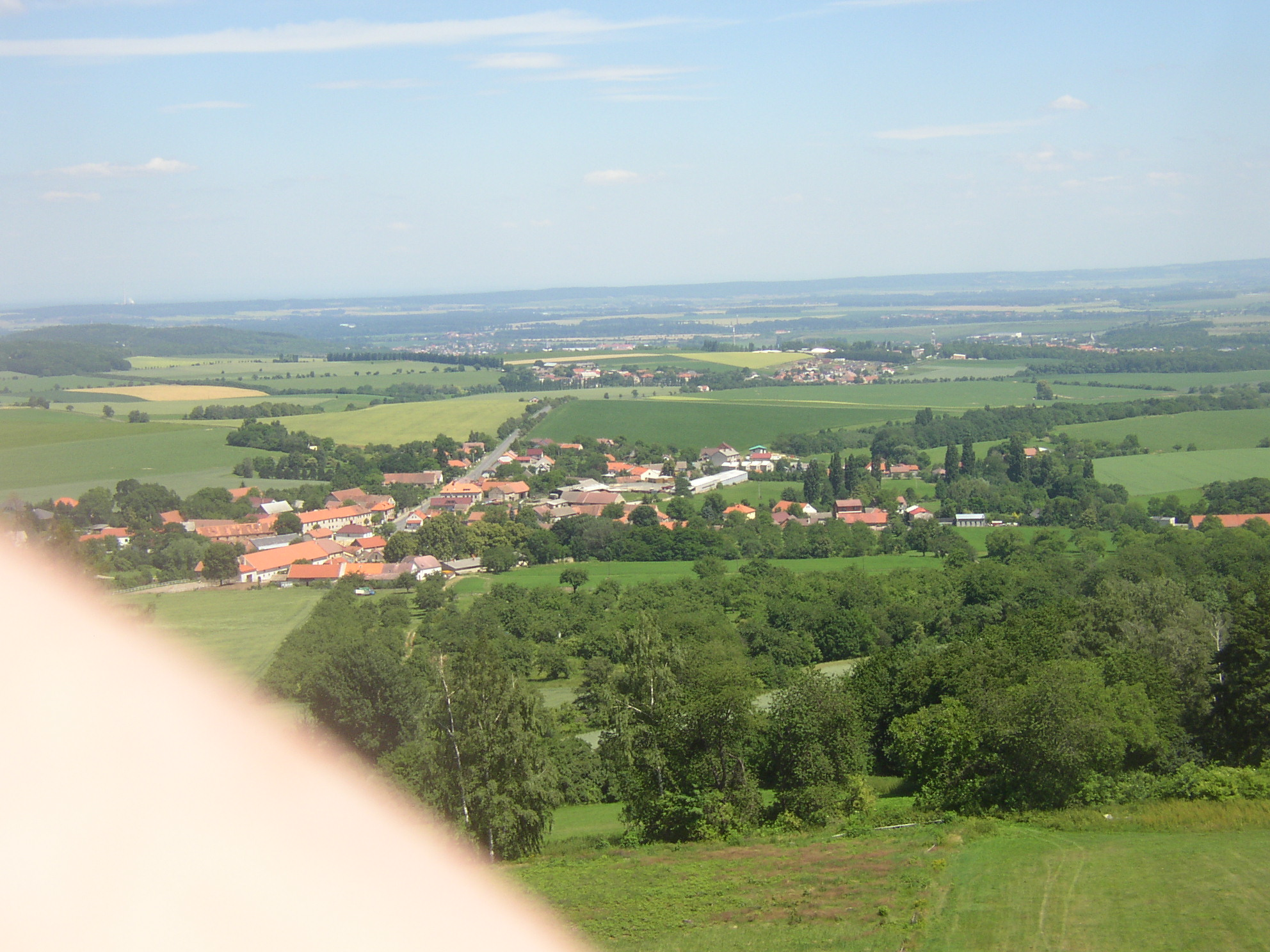
Blick auf Miskovice vom Hügel Vysoká aus gesehen

Flagge von Miskovice

Miskovice (deutsch Miskowitz) ist eine Gemeinde im Okres Kutná Hora in der Region Mittelböhmen. Die Gemeinde liegt an der westlichen Stadtgrenze von Kutná Hora und hat etwa 1100 Einwohner.

## Geographische Lage, Gemeindegliederung und Beschreibung
Das namensgebende Dorf der Gemeinde, Miskovice, liegt etwa vier Kilometer westlich von Kuttenberg und 48 km östlich von Prag. Es liegt in einer Agrarlandschaft im Oberen Sázava-Gebirge.  
Zum Verwaltungsgebiet der Gemeinde gehört das namensgebende Dorf Miskovice sowie die Dörfer Přítoky (Pschitok), Bylany (Bilans), Hořany (Horschan) und Mezholezy (Mesoles).  
In Miskovice entspringt der Bach Bylanka, ein Nebenfluss der Vrchlice. Bylany hat etwa 90 Einwohner und ist vor allem als archäologische Stätte für Funde aus der Jungsteinzeit bekannt. Přítoky liegt an der westlichen Stadtgrenze von Kuttenberg. In den Jahren 2010–2021 wurde Přítoky um ein Neubaugebiet erweitert. Zwischen Bylany und Přítoky liegt eine Quelle, die im Mittelalter Kuttenberg mit Trinkwasser versorgte. Hořany hat etwa 60 Einwohner. Die Siedlung Mezholezy hat etwa 45 Einwohner und liegt ca. 1,3 Kilometer südlich-westlich von Miskovice. Zwischen Hořany und Přítoky liegt ein Teich, der als Schutzgebiet für das in Tschechien vom Aussterben bedrohte Fischkraut ausgewiesen ist. Das als Rybníček u Hořany ausgewiesene Schutzgebiet umfasst neben dem Teich selbst auch Waldbestände. Der Teich wird vom mineralisierten Wasser des Baches Hořanský potok gespeist. 

### Nachbargemeinden
| Ratboř               | Červené Pečky                               | Grunta     |
| Suchdol u Kutné Hory | Kompassrose, die auf Nachbargemeinden zeigt | Kutná Hora |
| Vidice u Kutné Hory  | Vidice u Kutné Hory Malešov                 | Kutná Hora |

## Geschichte
Die erste schriftliche Erwähnung von Miskovice stammt aus dem Jahr 1131.
Im Jahr 2003 wurden in einem verlassenen Steinbruch in der Gemeinde Miskovice die ersten fossilen Knochen eines Nicht-Vogel-Dinosauriers in Tschechien gefunden. Diese gehören zu einem kleinen Ornithopoden, der mit der Gattung Iguanodon verwandt ist.

## Bauwerke und Sehenswürdigkeiten
Eine Sehenswürdigkeit ist die ehemalige Renaissancefestung in Přítoky, die aus dem 16. Jahrhundert stammt. Später wurde sie zu einem Gehöft umgebaut, viele Elemente der Renaissance sind jedoch erhalten geblieben.
Am südlichen Rand der Gemeinde Miskovice, bereits zur Nachbargemeinde Malešov gehörend, grenzt die Vrchlice-Talsperre.
Von dem zur westlichen Nachbargemeinde Suchdol gehörenden ca. 470 Meter hohen Hügel Vysoká, der ca. 1,2 Kilometer westlich von Miskovice liegt, lässt sich Miskovice überblicken.

## Verkehrsanbindung
Durch Miskovice verläuft die Silnice I/2 von Prag nach Kuttenberg und Pardubice.

## Persönlichkeiten
- Antonietta Brandeis (1848–1926), tschechisch-österreichische Malerin
- Jaroslav Pokorný (1920–1983), Dichter und Romancier